# Thomas Sterry Hunt

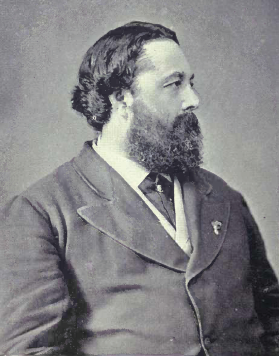
Thomas Sterry Hunt

Thomas Sterry Hunt (* 5. September 1826 in Norwich (Connecticut); † 12. Februar 1892 in New York City) war ein US-amerikanischer Chemiker und Mineraloge.

## Leben
Seine Eltern waren Peleg Hunt und Jane Elisabeth, geb. Stunt, eine Tochter von Consider Stunt. Nachdem sein Vater 1838 gestorben war, musste er die Schule verlassen und für seinen Lebensunterhalt arbeiten, wobei sich sein Interesse für Naturwissenschaften entwickelte. 1845 war er als Korrespondent einer New Yorker Zeitung auf dem Treffen der Association of American Geologists and Naturalists in New Haven (der späteren American Association for the Advancement of Science), wo er einmütig zum Mitglied der Association erwählt wurde. Er erwarb die Freundschaft von Benjamin Silliman Senior, der ihm die Aufnahme an der Scientific School of Yale University verschaffte, wo er Assistent von Benjamin Silliman Junior wurde. 1845–47 veröffentlichte er 18 Artikel in Silliman's Journal.
Im Februar 1847 wurde er Chemiker und Mineraloge beim 1842 gegründeten Geological Survey of Canada in Montreal unter Direktor William Edmond Logan, wo er die nächsten 25 Jahre arbeitete. 1856 wurde er Professor für Chemie an der Universität Laval in Quebec. 1857 erwarb er den Dr. h. c. Von 1862 bis 1867 war er an der McGill University in Montreal.
 Im Jahr 1857 wurde er zum Mitglied der Leopoldina gewählt.
Im Jahr 1863 veröffentlichte er die wissenschaftliche Erstbeschreibung der Gesteinsart Anorthosit.
1872 wurde er Professor für Geologie am MIT. 1877 heiratete er Anna Rebecca Gale. Im folgenden Jahr ging er offiziell in den Ruhestand, kehrte nach Montreal zurück und setzte seine Forschung fort. In den frühen 1880ern erkrankte er und verbrachte seine beiden letzten Lebensjahre im New Yorker Park Avenue Hotel oder St. Luke's Hospital.
1848 stellte er die These auf, dass Ozon aus drei Sauerstoff-Atomen bestünde. Er stellte ein eigenes System der Organischen Chemie auf und definierte zwei geologische Systeme des Proterozoikums, das Laurentian System und das Huronian System. Neben seinen Büchern veröffentlichte er über 200 Schriften.

## Mitgliedschaften
- Mitglied der American Academy of Arts and Sciences, 1851
- Mitglied der Royal Society in London, 1859
- Mitglied der American Philosophical Society, 1861[5]
- Offizier der französischen Ehrenlegion, 1867
- Präsident der American Association for the Advancement of Science, 1870
- Mitglied der National Academy of Sciences, 1873
- Präsident der Institution of Mining Engineers, 1877
- Präsident der American Chemical Society, 1879

## Werke
- Chemical and Geological Essays (1875, ed. 2, 1879)
- Mineral Physiology and Physiography (1886)
- A New Basis for Chemistry (1887, ed. 3, 1891)
- Systematic Mineralogy (1891)

## Ehrungen
Das 1967 von John Leslie Jambor (1936–2008) erstbeschriebene Mineral Sterryit ist nach ihm benannt.